# Vilhelm Pedersen
Thomas Vilhelm Pedersen (Karslunde, 28 de enero de 1820- Copenhague 13 de marzo de 1859) dibujante, pintor y oficial naval danés mejor conocido por ser el primer artista en ilustrar los cuentos de hadas de Hans Christian Andersen. 

## Biografía
Hijo de Ove Christian Pedersen y Oline Henriette Barfoed. Siguiendo los pasos de su padre se enlistó como grumete en la Real Armada de Dinamarca. Comenzó como Cadete en 1834 cuando tenía 14 años, avanzando a Subteniente en 1841 y a Teniente primero en 1850. Habiendo mostrado una temprana aptitud para el dibujo Pedersen servía a bordo de un barco, donde Cristián VIII notó su talento. El rey le concedió licencia con sueldo completo durante cuatro años a partir de 1842, lo que le dio la oportunidad de mejorar sus habilidades. 
Inició su aprendizaje con el pintor Wilhelm Marstrand , quien a su vez lo inscribió en la Real Academia de Bellas Artes de Dinamarca, donde asistió de 1844 a 1846. Expuso  en la Exposición de primavera de Charlottenborg en 1847, y ese mismo año comenzó a dibujar ilustraciones para los cuentos de hadas de Hans Christian Andersen. Los dibujos de Pedersen se grabaron en madera para una edición alemana de los cuentos publicada en 1849 por Carl Berendt Lorck en Leipzig. Carl Andreas Reitzel; editor danés de Andersen, pagó a Lorck por los derechos de sus ilustraciones.
Al estallar la guerra de los Tres Años, se ofreció nuevamente como voluntario y prestó servicio en la Fragata Gefion en la Batalla de Eckernförde, donde fue herido y capturado. Por su distinción en batalla fue nominado para la Cruz de Caballero de la Orden de Dannebrog. 
El 16 de abril de 1850 se casa con su prima Adolphine Marie Pedersen. Continuó su trabajo de dibujo en su pequeña residencia de oficiales en Nyboder durante una vida familiar tranquila y feliz, que sólo se vio ensombrecida por su enfermedad cada vez mayor.
Sirvió en la Corbeta Valkyrie en 1850 y de 1851 a 1852 realizó un viaje a las Indias Occidentales con el Bergantín Ørnen. El 11 de marzo de 1854 nace su hijo mayor Viggo Christian Frederik Vilhelm Pedersen. Fue segundo al mando de la Corbeta Thor en 1856, pero tuvo que solicitar una licencia debido a una progresiva tuberculosis. En consecuencia pasó una estancia de recreo en Italia donde dibujó mucho entre 1856 y 1857. El 1 de mayo de 1858 nace su hijo menor Thorolf Frederik Paludan Muller Pedersen. Pero la estancia fue en vano. Pedersen murió a causa de esta enfermedad pulmonar con sólo 39 años. Se encuentra enterrado en el Cementerio Assistens. Algunas de sus obras se conservan en el Castillo de Frederiksborg.

## Obras

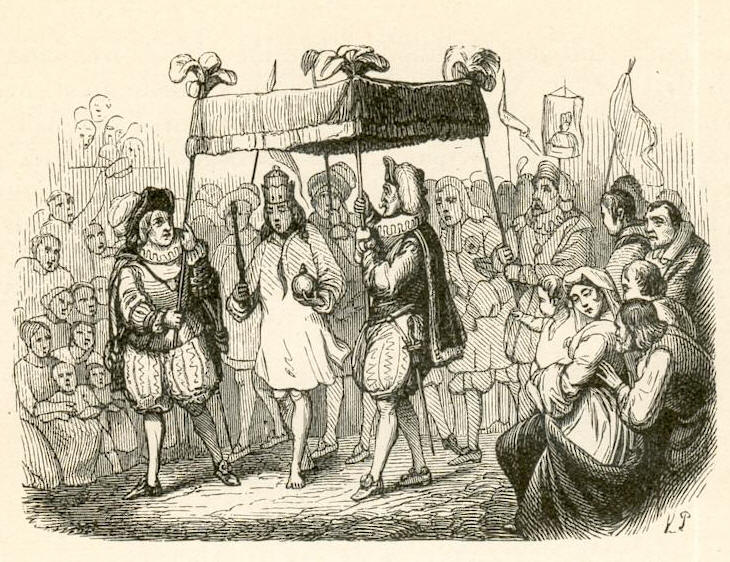
Ilustración para El traje nuevo del emperador.
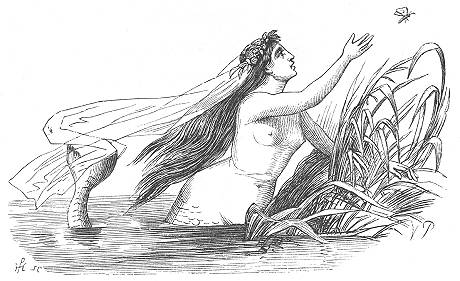
Ilustración para La sirenita.
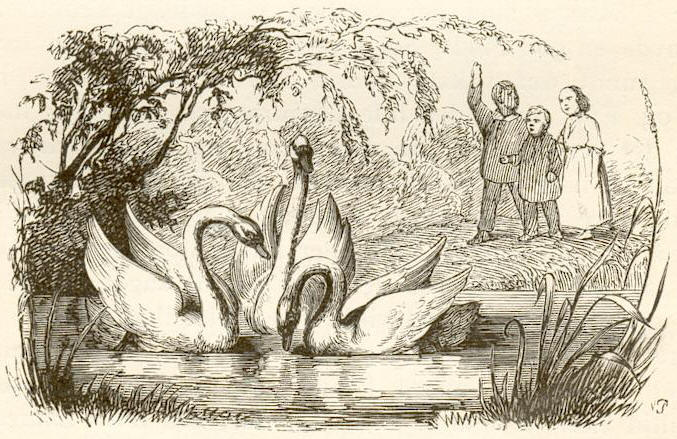
Ilustración para El patito feo.